# Nebria lariollei
Nebria lariollei – gatunek chrząszcza z rodziny biegaczowatych (Carabidae).

## Taksonomia
Gatunek ten opisany został po raz pierwszy w 1864 roku przez Paula de Germiny’ego na łamach „Annales de la Société Entomologique de France”. Początkowo był gatunkiem monotypowym. Drugi jego podgatunek opisany został po raz pierwszy w 1942 roku przez Renégo Jeannela. Łącznie wyróżnia się więc dwa podgatunki tego chrząszcza:
- Nebria (Nebriola) lariollei lariollei Germiny, 1864
- Nebria (Nebriola) lariollei gaudini Jeannel, 1942

Wyniki analiz molekularnych wskazują, że gatunek ten jest wyraźnie słabiej spokrewniony z pozostałymi gatunkami podrodzaju Nebriola, niż te między sobą.

## Morfologia
Wszystkie chrząszcze z rodzaju Nebria charakteryzują się skróconymi przytarczkowymi rzędami (scutellar stria) pokryw. N. lariollei spośród innych przedstawicieli podrodzaju Nebriola wyróżnia się krótkimi, szeroko-owalnymi pokrywami, przedpleczem słabo zwężającym się ku tyłowi oraz jego krawędzią tylną prawie tak szeroką jak jego krawędź przednia.

## Ekologia i występowanie
Jak większość innych gatunków z tego rodzaju żyje w wilgotnych środowiskach górskich.
Gatunek palearktyczny. Jest endemitem francuskich Pirenejów.